# 老关村站
老关村站位于中华人民共和国湖北省武汉市汉阳区，是武汉地铁6号线和16号线的地铁换乘站，於2016年12月28日啟用。

## 车站构造
位于长江路与三环线白沙洲大桥匝道交叉路口，沿长江路布置。

### 楼层分布
| 地面     | 地面               | 出入口                               |  |  |
| 地下一层 | 站厅               | 售票机、客服中心、武漢通充值、洗手間 |  |  |
| 地下二层 |                    | █ 6号线 往新城十一路（国博中心南）   |  |  |
|          | 岛式站台，左侧开门 |                                      |  |  |
|          |                    | █ 6号线 往东风公司（江城大道）       |  |  |
| 地下三层 |                    | █ 16号线 往国博中心南（国博中心南）  |  |  |
|          | 岛式站台，左侧开门 |                                      |  |  |
|          |                    | █ 16号线 往通航机场（南太子湖）      |  |  |

### 車站出口
|                                                 |      |                                                 |
|                                                 |      |                                                 |
| 出口編號                                        | 設施 | 建議前往的目的地                                |
| A                                               |      | 沌口路 金地蘭亭江畔                             |
| B                                               |      | 沌口路 三環線、武漢白沙洲長江大橋、金地蘭亭江畔 |
| C                                               |      | 沌口路 三環線、武漢四新混凝土製品有限責任公司   |
| D                                               |      | 沌口路                                          |
| 注： 設有升降機 \| 設有輪椅升降台 \| 設有洗手間 |      |                                                 |

## 运营信息
- 6号线首末班车时间

## 鄰近地點
老关村车辆段、白沙洲大桥、国博大道立交等。

### 内部链接
- 武汉地铁车站列表